# Supercoupe de l'UEFA 1984
La Supercoupe de l'UEFA 1984 est une compétition de football jouée sur un match unique opposant le Liverpool Football Club, vainqueur de la Coupe des clubs champions européens 1983-1984 à la Juventus, vainqueur de la Coupe d'Europe des vainqueurs de coupe de football 1983-1984. La Juventus remporte cette édition sur le score de 2 buts à 0.

## Feuille de match
| 16 janvier 1985 | Juventus       | 2 – 0 | Liverpool FC | Stadio Comunale, Turin                        |                                               |
|                 | Boniek 39e 79e |       |              | Spectateurs : 55 384 Arbitrage : Dieter Pauly | Spectateurs : 55 384 Arbitrage : Dieter Pauly |

| JUVENTUS :          |    |                         |
|                     |    |                         |
| GK                  | 1  | Luciano Bodini          |
| DF                  | 2  | Luciano Favero          |
| DF                  | 3  | Antonio Cabrini         |
| MF                  | 4  | Massimo Bonini          |
| DF                  | 5  | Sergio Brio             |
| DF                  | 6  | Gaetano Scirea          |
| FW                  | 7  | Massimo Briaschi        |
| MF                  | 8  | Marco Tardelli          |
| FW                  | 9  | Paolo Rossi             |
| MF                  | 10 | Michel Platini          |
| MF                  | 11 | Zbigniew Boniek 39e 79e |
| Remplaçants :       |    |                         |
| P                   | 12 | Stefano Tacconi         |
| D                   | 13 | Nicola Caricola         |
| C                   | 14 | Cesare Prandelli        |
| C                   | 15 | Bruno Limido            |
| C                   | 16 | Beniamino Vignola       |
| Entraîneur :        |    |                         |
| Giovanni Trapattoni |    |                         |

| LIVERPOOL :   |    |                      |  |     |
|               |    |                      |  |     |
| GK            | 1  | Bruce Grobbelaar     |  |     |
| RB            | 2  | Phil Neal            |  |     |
| LB            | 3  | Alan Kennedy         |  |     |
| CB            | 4  | Mark Lawrenson       |  | 46e |
| RM            | 5  | Steve Nicol          |  |     |
| CB            | 6  | Alan Hansen          |  |     |
| CF            | 7  | Paul Walsh           |  |     |
| LM            | 8  | Ronnie Whelan        |  |     |
| CF            | 9  | Ian Rush             |  |     |
| CM            | 10 | Kevin MacDonald (en) |  |     |
| CM            | 11 | John Wark            |  |     |
| Remplaçants : |    |                      |  |     |
| DF            | 12 | Jim Beglin           |  |     |
| GK            | 13 | Bob Bolder           |  |     |
| DF            | 14 | Gary Gillespie       |  | 46e |
| MF            | 15 | Sammy Lee            |  |     |
| MF            | 16 | Jan Mølby            |  |     |
| Entraîneur :  |    |                      |  |     |
| Joe Fagan     |    |                      |  |     |